# Skäggvaxskivling
Skäggvaxskivling (Hygrophorus inocybiformis) är en svampart som tillhör divisionen basidiesvampar, och som beskrevs av Alexander Hanchett Smith. Skäggvaxskivling ingår i släktet Hygrophorus, och familjen Hygrophoraceae. Enligt den finländska rödlistan är arten nära hotad i Finland. Enligt den svenska rödlistan är arten sårbar i Sverige. Arten förekommer i Svealand, Nedre Norrland och Övre Norrland. Artens livsmiljö är torr eller mesisk örtrik skog.